# Macrosiphum bisensoriatum
Macrosiphum bisensoriatum är en insektsart. Macrosiphum bisensoriatum ingår i släktet Macrosiphum och familjen långrörsbladlöss. Inga underarter finns listade i Catalogue of Life.